# Санта Марија Наварезе
Санта Марија Наварезе је насеље у Италији у округу Нуоро, региону Сардинија.
Према процени из 2011. у насељу је живело 1569 становника. Насеље се налази на надморској висини од 33 м.